# ببر مالطي

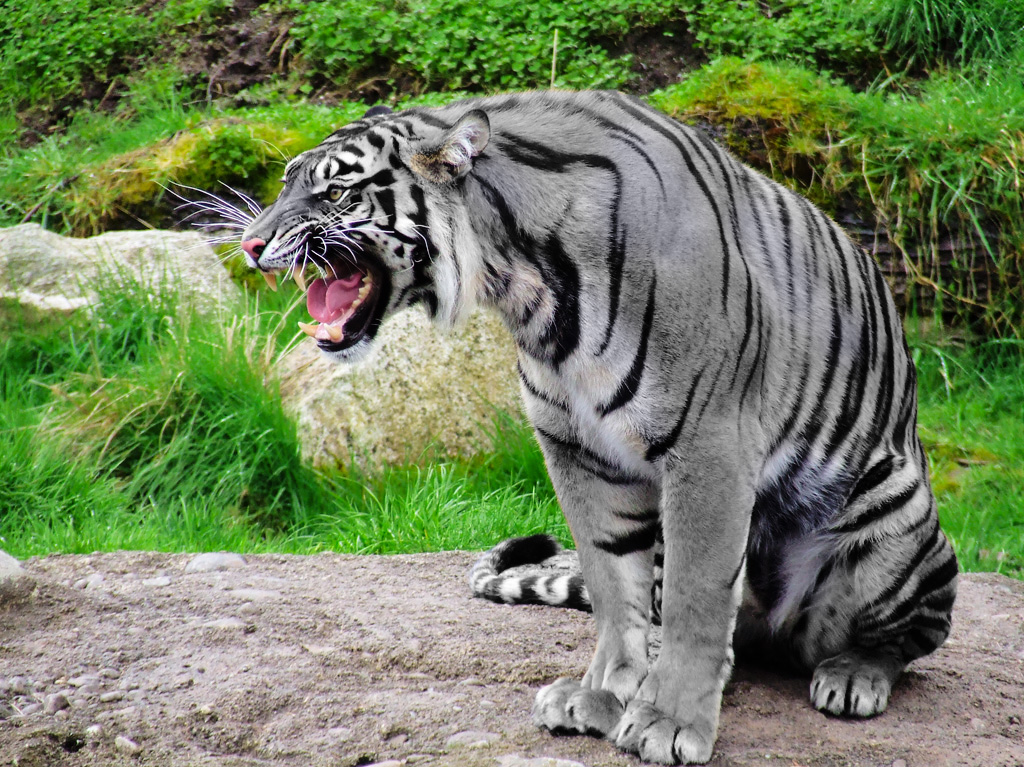
ببر مالطي

الببر المالطي، أو الببر الأزرق (بالإنجليزية: Maltese tiger)‏ هو ببر لونه أزرق، وذكرت معظمها في مقاطعة فوجيان في الصين. ويقال إن الفراء مزرق مع خطوط رمادية داكنة. وكانت معظم الببور المالطية المذكورة من نويعة ببر جنوب الصين. الببر الأزرق يعتبر من الأصناف المهددة بالانقراض، بسبب استخدامها غير المشروع والمستمر في الطب الصيني التقليدي والأليلات الزرقاء قد تكون انقرضت كليا. كما تم الإبلاغ عن الببور الزرقاء في كوريا.